# Glenn Gould
Glenn Herbert Gould (født 25. september 1932, død 4. oktober 1982) var en canadisk pianist. Gould opnåede navnlig berømmelse for sine indspilninger af Johann Sebastian Bachs klavermusik. Som 31-årig holdt han op med at give koncerter og koncentrerede sig derefter helt om at lave pladeindspilninger.
Goulds navn er uløseligt forbundet med Bachs Goldbergvariationer, som han indspillede i 1955 som 23-årig og igen i 1981, året før sin død. De to indspilninger, vidt forskellige af natur, regnes begge blandt de vigtigste optagelser af stykket, der er et klaverhistoriens hovedværker.
Gould døde som følge af en hjerneblødning.